# Johann Ludwig Ferdinand von Valtier
Johann Ludwig Ferdinand von Valtier, auch: Valtier de Valmarin (* 12. März 1773 auf Moritten; † 1. März 1840 in Berlin) war ein preußischer Generalmajor.

## Leben

### Herkunft
Er war der Sohn von Peter Jakob von Valtier, Erbherr auf Moritten und Marienhöh sowie Akzise-Inspektor (1734–1800) und dessen Ehefrau Barbara Maria, geborene von Hippel (* 1739). 

### Militärkarriere
Nach Jugendjahren in Rouen trat Valtier am 9. April 1790 als Junker in das Dragonerregiment „von Borstell“ der Preußischen Armee ein. Zunächst als Fähnrich, später als Sekondeleutnant nahm er 1794/95 während des Feldzuges in Polen an der Belagerung von Warschau sowie den Gefechten bei Wola und Kapinos teil. Mitte Mai 1795 stieg Valtier zum Adjutanten auf. Als Premierleutnant wurde er am 1. Oktober 1805 Generaladjutant bei Generalleutnant von Hertzberg. Während des Vierten Koalitionskrieges kämpfte Valtier in den Gefechten bei Halle, Lychen, Waren und Criewitz. Nach der Schlacht bei Lübeck und der Kapitulation von Ratekau geriet er in Gefangenschaft, wurde inaktiv gestellt und erhielt ab dem 10. August 1807 nur noch Halbsold. In der Zwischenzeit hatte er am 2. Mai 1806 die preußische Adelsanerkennung erhalten.
Am 3. Februar 1808 erhielt Valtier die Mitteilung, das seine Wiederanstellung in Betracht gezogen wird. Er wurde am 8. März 1811 zum Rittmeister befördert, bevor Valtier am 2. August 1812 zur Gendarmerie und Ende Oktober 1812 als Kreisbrigadier in Oberschlesien kam. Vom 1. April 1813 bis zum 19. November 1814 war er als Eskadronführer beim 6. Schlesischen Landwehr-Kavallerie-Regiment tätig und nahm während dieser Zeit in den Befreiungskriegen an den Belagerungen von Glogau sowie Torgau teil. Sein Verhalten bei Glogau wurde durch die Verleihung des Eisernen Kreuzes II. Klasse gewürdigt. Nach dem Pariser Frieden trat Valtier zur Gendarmerie zurück und wurde Kreisbrigadier in Flatow. Am 28. Januar 1815 folgte seine Beförderung zum Major sowie am 3. Dezember 1820 die Ernennung zum Abteilungskommandeur bei der Landgendarmerie (1. Gendarmerie-Brigade). Daran schloss sich ab dem 30. März 1829 eine Verwendung als Brigadier der 2. Gendarmerie-Brigade in Stettin an. In dieser Stellung avancierte Valtier am 7. Juni 1832 zum Oberstleutnant sowie am 30. März 1836 zum Oberst. Unter Verleihung des Charakters als Generalmajor erhielt er am 16. März 1839 seinen Abschied. Für seine langjährigen Dienste bewilligte König Friedrich Wilhelm III. ihm eine erhöhte jährliche Pension von 1200 Talern und verlieh Valtier als äußeres Zeichen seiner Zufriedenheit den Roten Adlerorden III. Klasse mit Schleife.

### Familie
Valtier heiratete am 6. Juli 1798 in Riesenburg in Ostpreußen Wilhelmine Amalie von der Gröben (1774–1809), Witwe des Henrich von Kleist († 5. November 1799) und die Tochter des Packinspektors in Elbing Friedrich Siegesmund von der Gröben. Das Paar hatte mehrere Kinder:
- Lydia Adelheid  (* 5. August 1798) ⚭ 8. Oktober 1829 Stanislaus von Stolle
- Elvira Thusnelda Malwine (1799–1800)
- Hulda Seraphine Marianne (* 2. Mai 1801) ⚭ Ludwig von Kurowski, Herr auf Muhlack, Kreis Rastenburg
- Karl Erdmann Benno Erwin (* 25. Januar 1803; † 24. Mai 1882), Premierleutnant a. D.
- Karoline Hildegarde Beatrice (* 16. April 1804)
- Ludwig Ferdinand (* 12. Dezember 1805)
- Agalja Theophile Pauline (* 25. März 1807)

Nach dem Tod seiner ersten Frau heiratete er am 14. Dezember 1810 in Kulm Karoline Wilhelmine Henriette Burow (* 23. November 1789; † 23. Mai 1817). Aus der Ehe gingen drei Kinder hervor:
- Feodorus Valerius Leonce (* 8. Dezember 1811; † 18. Oktober 1893), Oberstleutnant und Bezirkskommandeur
- Leontine Agalja Valerie (* 3. Dezember 1815) ⚭ Adolf von Gerhardt (1803–1879), Polizeipräsident von Magdeburg
- Wilhelmine Eveline (* 23. Mai 1817)

Nachdem auch seine zweite Frau gestorben war, heiratete er am 13. Februar 1820 in Flatow Friederike Maria Pauline von Gerhardt (* 21. Mai 1794; † 13. Januar 1869). Das Paar hatte mehrere Kinder:
- Adelinde Karoline Liebwerke (* 3. März 1821; † 26. November 1896) ⚭ Ludwig von Minnigerode (1820–1882), Herr auf Wollershausen, Mitglied des Preußischen Herrenhauses[2]
- Marianne Therese Klara (* 5. Juni 1822)
- Johanna Pauline Auguste (* 3. Februar 1824)
- Karl Eugen Maximilian (* 28. Dezember 1825)
- Marie Helene Karoline (* 31. Mai 1827) ⚭ Hermann Nicolai, Pächter von Radensleben (Kreis Neuruppin)
- Adelheid Pauline Berta (* 29. Dezember 1834; † 23. Mai 1920), Hofdame in Berlin